# Nizar Chaari
Nizar Chaari (arabe : نزار الشعري), né le 11 juin 1977 à Sfax, est un producteur et animateur de radio et de télévision tunisien.

## Carrière radiophonique

### Radio Sfax
Il se lance dans le milieu des médias en 1993, au sein de Radio Sfax, où il passe dix ans. Durant les trois premières années, il effectue des reportages pour Fadhaet echabeb. En 1997, il se lance dans la coproduction avec des programmes comme Zifef El Athir, Marafi El Ahad (actualité cinéma et théâtre) et Founoun (théâtre et arts divers).
Dès 1998, il lance la coproduction du programme Sebii elfounoun et réalise des interviews aux Journées cinématographiques de Carthage, notamment de Youssef Chahine, Yehia El-Fakharany, Hichem Rostom et Mohamed Zran. Dès 1999, il coproduit également les programmes Chamarikh et Hedhi ghneya likom et réalise durant les festivals estivaux des interviews de divers chanteurs tunisiens et arabes.
En 2000, il produit et présente les programmes Ithnayn ala alhawa, Rabii elfounoun (théâtre) et Website (actualité Internet). Durant les saisons suivantes, il produit et présente les programmes 7/7, Binafs al houdhoudh et Mousica bilahdoud.

### Mosaïque FM
Entre novembre 2003 et mai 2004, il effectue une nouvelle étape de sa carrière : il ouvre les programmes de la première radio privée tunisienne, Mosaïque FM, le 7 novembre 2003 et devient le premier directeur de programmation de la station.
Il produit et présente Ala kol Elsen, du lundi au vendredi à midi, avec de nombreux invités et des nouvelles du monde entier, ainsi que Saturday Star avec des correspondants au Canada, à New York, Paris, Dubaï et Le Caire.

## Carrière télévisuelle

### Canal 21
En parallèle avec sa carrière radiophonique, en 2003, il est engagé par Canal 21 et en devient le correspondant à Sfax. Il y produit et présente ensuite Chat Rhythm abordant l'actualité des festivals et des arts. Présentant également Youth Interviews, il présente surtout, jusqu'en 2004, le prime time quotidien de la chaîne, Dima 21, du dimanche au vendredi puis le produit durant un an. En 2007. il présente Knet 21.

### Tunisie 7
En juillet 2004, arrivant sur Tunis 7, la principale chaîne publique, il intègre l'équipe de Nismet Sbeh dans l'émission matinale de Tunis 7 qu'il présente les mardis, jeudis et samedis. Durant cette même année, il présente aussi la cérémonie de clôture des Journées cinématographiques de Carthage et coprésente la soirée présidentielle du 24 octobre et TV Hope durant 24 heures.
En 2005 et 2007, il présente par ailleurs le Festival de la musique tunisienne ainsi que l'ouverture du Festival arabe de la télévision et de la radio 2005. Le 11 février 2008, il commence l'animation de la nouvelle émission de jeu de la chaîne, une version tunisienne d'Une famille en or intitulée Ahna Hakka,.

### Ettounsiya TV
En janvier 2013, il commence à animer l'émission Klem Ennass sur la chaîne privée Ettounsiya TV.

### Hannibal TV
En 2014, il revient avec une nouvelle émission intitulée Tunivisions Live, diffusée sur Hannibal TV.

### D-light entertainment
En 2008, il crée sa société de production, D-LIGHT Entertainment, qui produit plusieurs émissions comme Wa men asmaehi, Tounsi wrasi aali ou encore Tunis Kasida.

## Carrière politique
En 2019, Nizar Chaari se lance en politique avec son mouvement Carthage Al-Jadida, afin de participer aux élections législatives du 6 octobre 2019. Il rassemble 12 500 parrainages et soutient le candidat à la présidentielle, Kaïs Saïed, qui selon lui « offre aux jeunes une deuxième révolution ».
En 2022, il annonce sa démission de toutes ses fonctions au sein de la société civile et sa candidature à la prochaine élection présidentielle, rappelant son expérience au sein de la jeunesse du Rassemblement constitutionnel démocratique et axant son projet sur la famille, l'éducation et le travail.
Le 5 août 2024, un tribunal condamne Nizar Chaari à huit mois de prison et l'interdit de se présenter aux élections pour achat de voix.

## Presse
En 2004, il commence l'écriture d'une colonne hebdomadaire dans le quotidien Le Renouveau sous le titre de Star news. En 2009, il rachète le magazine people Tunivisions et devient son directeur général.
Cinq ans après la révolution de 2011, il fonde la Tunivisions Foundation et 150 clubs dans des écoles et instituts supérieurs visant à aider les jeunes à développer leur leadership et leurs compétences.

## Vie privée
Il se marie en septembre 2007 avec Dora Miled, fille d'Aziz Miled, l'un des hommes les plus riches de Tunisie. Leur mariage se déroule au palais Essaâda de La Marsa. En octobre 2009, sa fille Souleyma voit le jour.

## Prix
Il reçoit plusieurs prix dont le titre de meilleur animateur en Tunisie (2005) et l'insigne de l'Ordre du mérite national au titre du secteur culturel (28 juin 2008).